# T-45 (航空機)
T-45 ゴスホーク
T-45C
- 用途：練習機
- 分類：艦上練習機
- 設計者：BAe/マクドネル・ダグラス
- 製造者：マクドネル・ダグラス（現・ボーイング）社
- 運用者： アメリカ合衆国（アメリカ海軍）
- 初飛行：1988年4月16日
- 生産数：214機（2008年）[1]
- 運用開始：1992年[2]
- 運用状況：現役
- 原型機：BAe ホーク

T-45は、アメリカ海軍が運用しているジェット練習機。愛称はゴスホーク (Goshawk：オオタカの意)。

## 概要
イギリスのブリティッシュ・エアロスペース（BAe）社が開発したBAe ホーク ジェット練習機を採用し、マクドネル・ダグラス社が艦上運用可能な機体として改設計を行ったものである。
1984年より本格開発が開始され、1991年に初飛行した。1992年より引き渡しが開始されており、200機以上が生産されている。

## 開発

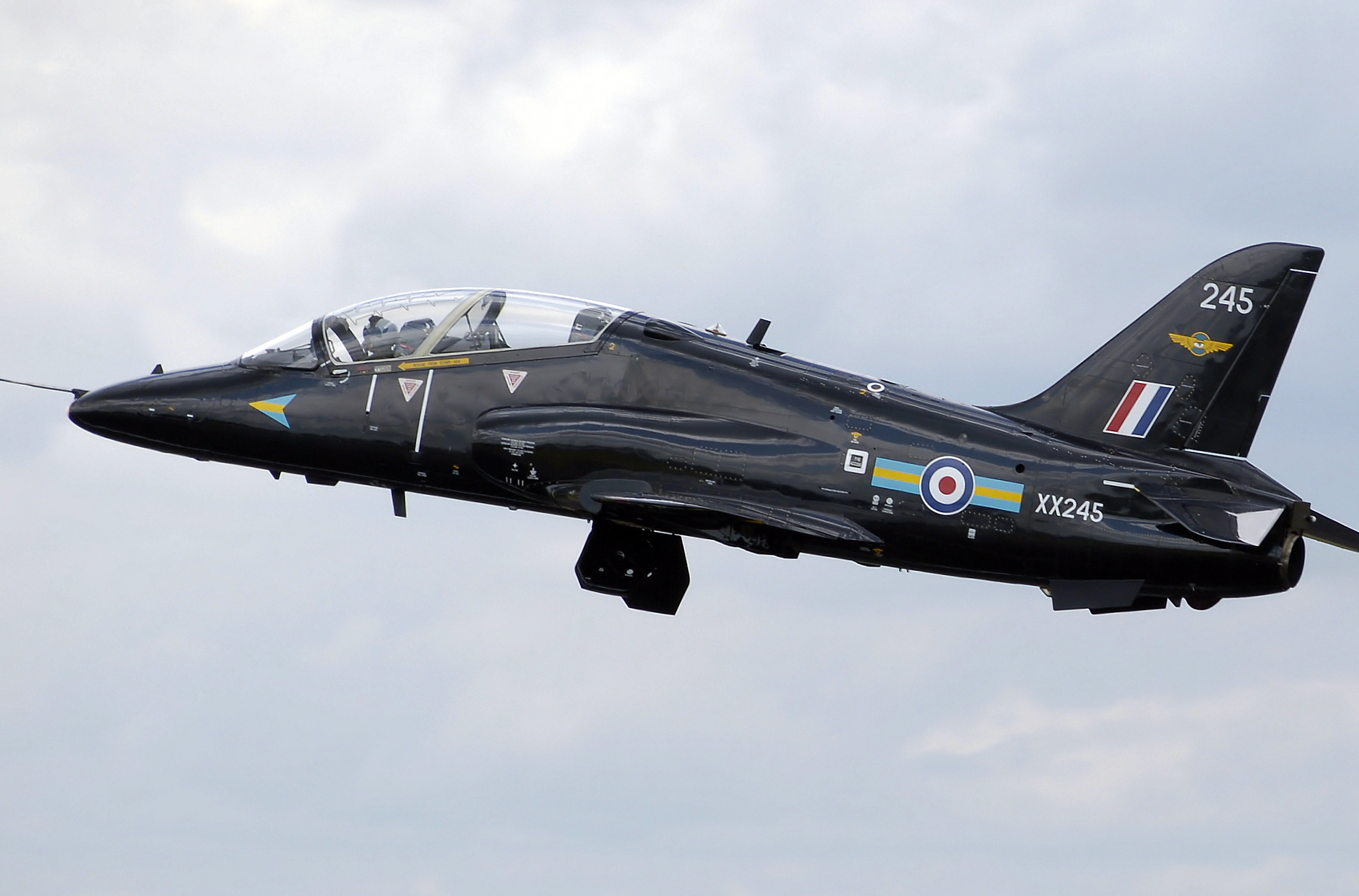
T-45の原型機、BAe ホーク（画像はホークT Mk.I）

1970年代中盤より、アメリカ海軍は新しいジェット艦上練習機を求めていた。これはTA-4高等練習機と旧式化したT-2 バックアイ中間練習機の二つの役割を統合する計画であり、VTX-TS（Next Trainer-Training System)計画と呼称され、1978年より開始された。
1981年11月にマクドネル・ダグラス社の提案によるBAe ホーク Mk.60（原型機1974年初飛行）の改設計案が採用され、1984年より本格的な開発が開始された。アクシデントに弱いとされる単発機を不時着の困難な洋上で運用する不安を除けば、選定されたBAe ホーク自体は優秀な練習機であった。高亜音速～遷音速域での運動性を重視した低翼配置で緩い後退翼を持つ主翼と、パイロット練習生・教官の双方に良好な視界をもたらす大型キャノピーおよび縦列複座配置の座席を持つ、まさに超音速機への段階を踏むための中/高等練習機として申し分ない機体である。しかし、あくまで原型機は空軍向けの陸上機であり、航空母艦で運用するための装備を持っていなかったため、開発に際しては、空母運用に必要なカタパルトバー・アレスティング・フックの追加、エア・ブレーキの位置の変更、射出座席のアメリカ海軍仕様（マーチンベーカー社製）への変更などが行われている。機体構造・着陸脚の強化も行われ、前脚はシングルタイヤからダブルタイヤにされた。さらに、低翼機では不足しやすい、着艦時に必要な低速安定性確保のために、尾翼の拡大や主翼前縁スラットの追加およびベントラルフィンの追加も行われた。

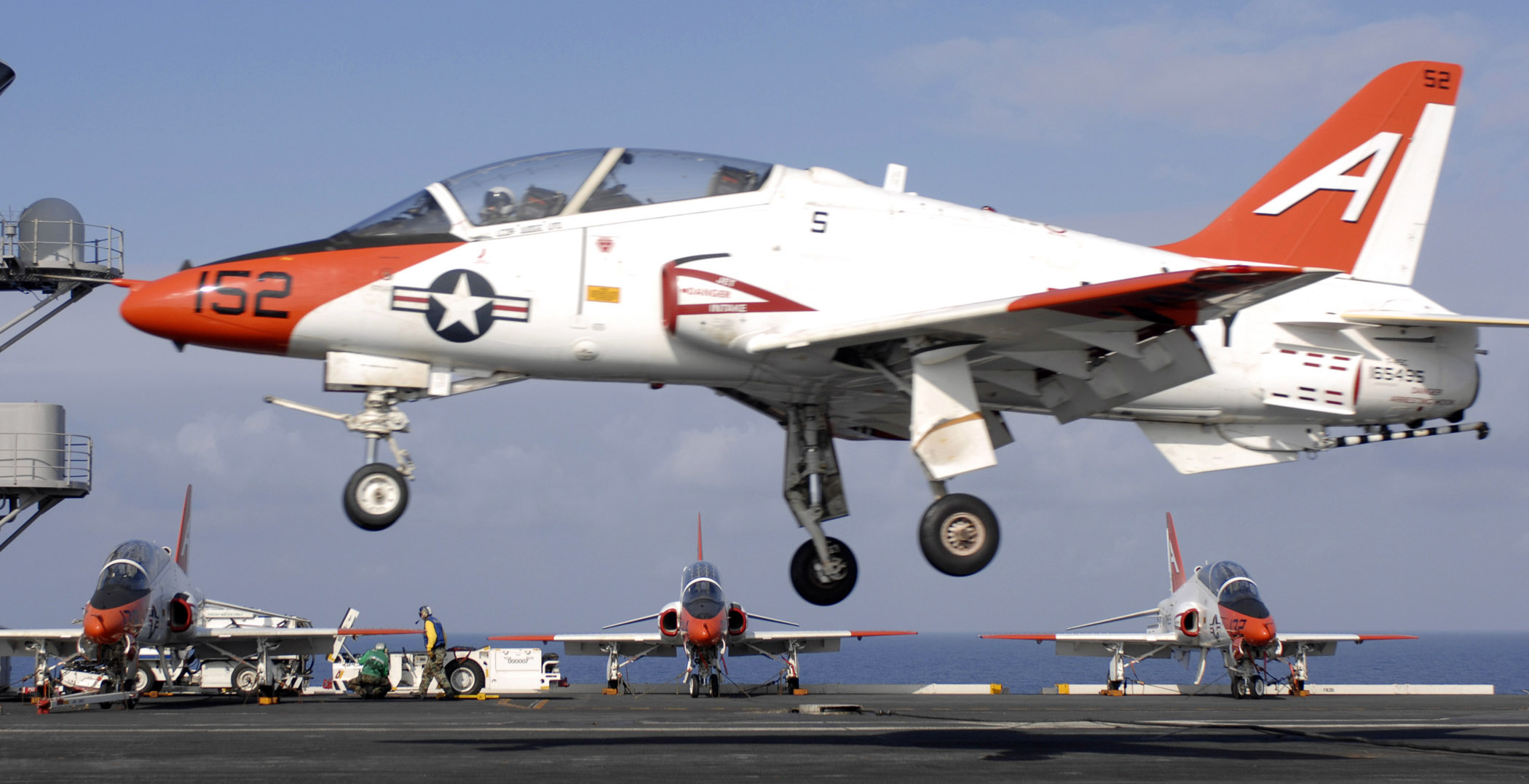
空母ハリー・S・トルーマン（CVN-75）に着艦するT-45

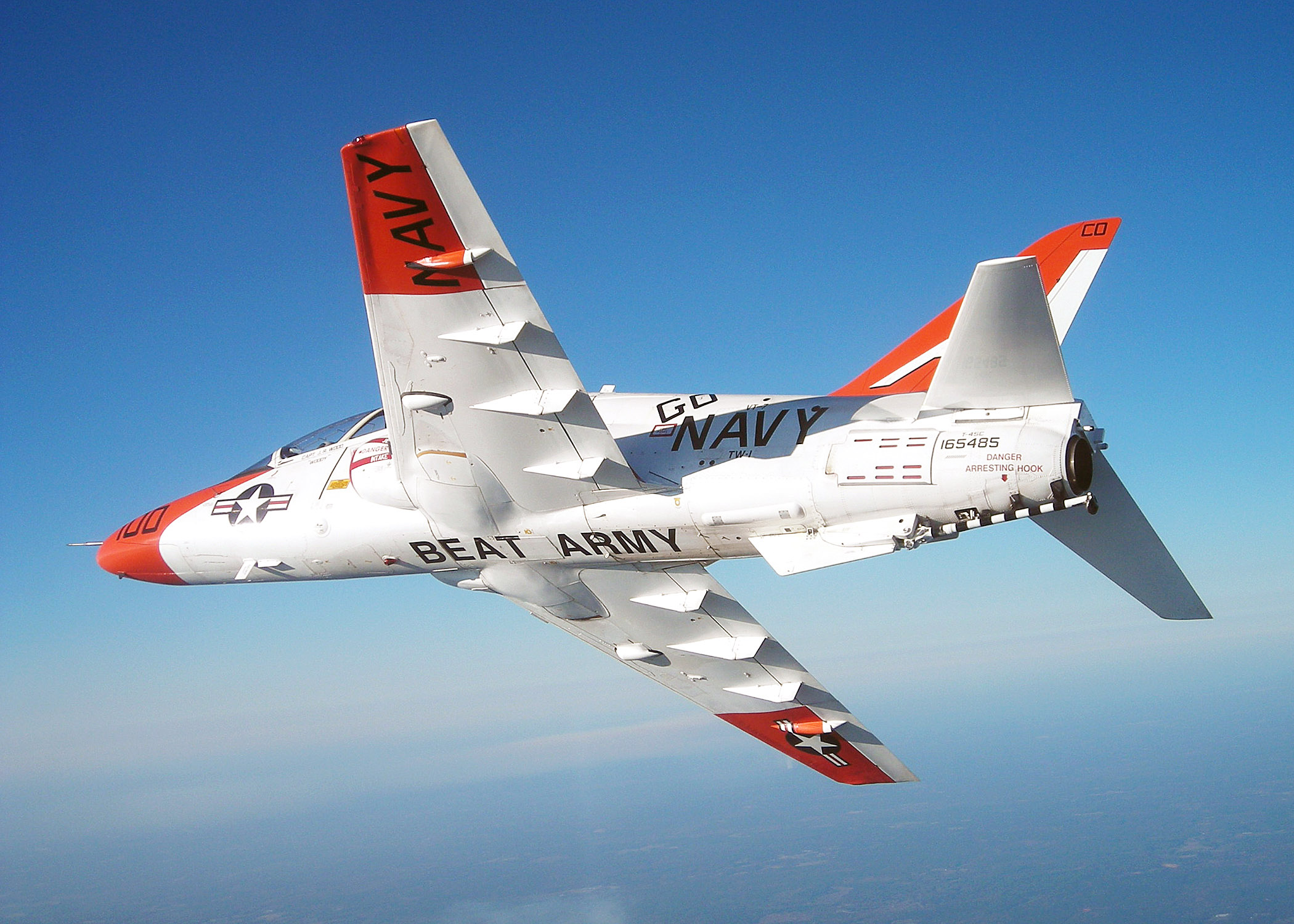
T-45C 下面
陸軍士官学校と海軍兵学校のカレッジフットボールチームのダービーマッチであるArmy–Navy Game開催に伴い下面に BEAT ARMY が、側面にもともとある NAVY の前に GO の文字が追加されている。

所定の改造を施されたBAe ホークのT-45（全規模開発機）としての初飛行は1988年4月16日に行われた。全規模開発(FSD)機は2機が製造されている。当初は艦上機型のA型と艦上機としての装備を持たない陸上型のB型が製造される予定であったが、B型の開発は1984年に中止となっている。また、T-45はT-45TS（T-45訓練システム）の一環として開発されており、機体のみならず、フライトシミュレーターなども同時調達となっている。FSD機の試験結果より量産機ではエンジンが強化されている。量産型の初飛行は1991年12月16日。1992年1月より海軍への引渡しが開始された。
訓練部隊・第21訓練飛行隊(VT-21)に配備され、訓練運用の開始は1994年である。当初の予定ではアメリカ海軍は268機のT-45を取得する予定であったが、生産当初は197機の発注に縮小され、後に増産がかけられている。
1994年には計器類をグラスコックピット化した改良型のT-45C（計画名称Cockpit-21）が初飛行しており、旧式のA型も順次C型仕様に改められている。C型は1997年10月より引き渡しを開始している。
原型機のBAe ホークには機関砲及び空対空ミサイル、爆弾等の各種兵装を搭載して軽攻撃機としても運用可能な型（および軽攻撃機専任の単座型）も存在するが、T-45には実戦兵装の搭載/運用能力はない。

## 要目
- 全長：11.18m
- 全幅：9.17m
- 全高：4.05m
- エンジン：F405-RR-401 ターボファンエンジン 1基（推力 2,590 kgf / 25.4 kN）
- 最大速度：998km/h
- 航続距離：1,600km
- 乗員：2名
- 固定武装：なし